# Ludovico Valenti
Ludovico Valenti (Trevi, 27 de abril de 1695 - Roma, 18 de outubro de 1763) foi um cardeal do século XVIII

## Biografia
Nasceu em Trevi em 27 de abril de 1695. Dos condes de Riosecco. O mais velho dos três filhos do capitão Alessandro Valenti, iuniore , e Paolina Venturelli. Os outros irmãos eram Gaetano e Gaetana. Ele também está listado como Ludovicus Valentibus. Outro cardeal da família foi Erminio Valenti (1604).
Estudou na Universidade La Sapienza, em Roma, onde obteve o doutorado em utroque iure , tanto em direito canônico quanto em direito civil, em 20 de março de 1719. Mais tarde, em 1734, estudou diplomacia na Pontifícia Academia dos Nobres Eclesiásticos, em Roma.
Advogado consistorial coadjutor de seu tio, Ferdinando Valenti, advogado consistorial e fiscal da Câmara Apostólica, em 1721. O cardeal Anibale Albani nomeou-o comissário do conclave de 1721. Coadjutor de seu tio como advogado fiscal da Câmara Apostólica no pontificado do Papa Inocêncio XIII. Referendário dos Tribunais da Assinatura Apostólica da Graça e da Justiça, 7 de dezembro de 1730. Prelado doméstico de Sua Santidade e eleitor do Tribunal da Assinatura Apostólica da Graça, 1734-1751. Promotor da Fé em março de 1734. Consultor da SS. CC. do Santo Ofício e dos Ritos. Protonotário Apostólico supranumerário participante em junho de 1736.
Ordenado em 31 de março de 1736. Reitor da Universidade La Sapienza , de 22 de novembro de 1737 a agosto de 1741. Prelado do Rev. Fabric da Basílica de São Pedro. Examinador dos prelados promovidos ao episcopado. Secretário da Congregação da Reforma do Breviário, 1741-1747. Assessor do Supremo SC da Inquisição Romana e Universal, 7 de julho de 1754. Cânon do capítulo da basílica patriarcal do Vaticano, junho de 1754.
Criado cardeal sacerdote no consistório de 24 de setembro de 1759; recebeu o chapéu vermelho em 27 de setembro de 1759; e o título de S. Susanna, 19 de novembro de 1759. Atribuído à SS. CC. do Concílio Tridentino, Exame dos Bispos, Ritos, Bispos e Regulares, e Indulgências e Relíquias Sagradas. Protetor de Narni e do capítulo daquela catedral; de sua terra natal, Trevi; e da igreja de Ss. Benedetto e Escolástica di Norcia , em Roma
Eleito bispo de Rimini, em 24 de setembro de 1759. Consagrada, em 14 de outubro de 1759, igreja de S. Tommaso, Castelgandolfo, pelo Papa Clemente XIII, auxiliado pelo Cardeal Camillo Paolucci, bispo de Frascati, e pelo Cardeal Carlo Alberto Guidobono Cavalchini, bispo de Albano. Na mesma cerimônia foi consagrado o cardeal Antonio Maria Erba-Odescalchi, arcebispo titular de Nicéia. Abade comendador de S.Eutizio, Norcia, agosto de 1761. Optou pelo título de S. Croce em Gerusalemme, 20 de dezembro de 1762. Promoveu o cultivo do aipo preto (sedano nero) em Rimini. Renunciou à sua sé de Rimini em setembro de 1763.
Morreu em Roma em 18 de outubro de 1763, após longa doença; quando a febre estava muito alta, temendo pela sua vida, enviou o seu mestre de câmara a Castelgandolfo para pedir ao Papa Clemente XIII a bênção apostólica, na residência romana do seu cunhado, Niccolò Maria de Vecchi, decano dos advogados consistorais , na Via della Catena di Borghese. Exposto na casa onde faleceu, onde foram erguidos dois altares privilegiados para celebração de missas fúnebres; e posteriormente transportado para a igreja de S. Andrea delle Fratte, onde o funeral decorreu com a pompa e solenidade habituais; a missa de réquiem foi celebrada por Antonio Andrea Galli, Can. Reg. del Ssmo. Salvatore Lat., camerlengo do Sagrado Colégio dos Cardeais, que também concedeu a absolvição final; no final da cerimônia. Seu coração foi depositado na igreja de S. Andrea delle Fratte, sob uma laje de mármore com suas armas cardinalícias, próximo à entrada principal.